# Oxyopes balteiformis
Oxyopes balteiformis är en spindelart som beskrevs av Yin, Zhang och Youhui Bao 2003. Oxyopes balteiformis ingår i släktet Oxyopes och familjen lospindlar. Inga underarter finns listade i Catalogue of Life.